# Prix Picto de la jeune photographie de mode
Le prix Picto de la jeune photographie de mode est décerné annuellement depuis 1998.
À sa création, il récompensait un jeune espoir de la photographie de mode (voire un duo), avec parfois l'ajout d'une mention spéciale pour une deuxième personne. Depuis 2014, trois photographes sont primés lors de chaque édition.
Le jury est composé de personnalités du monde l'art, de la mode et du luxe et change chaque année.
Le prix Picto de la jeune photographie de mode est organisé par le laboratoire photographique Picto et soutenu depuis 2016 par Picto Foundation, le fonds de dotation du laboratoire. 
Il s'adresse à des photographes de moins de 35 ans, de tout pays,.

## Dotation du Prix

### Édition 2016
Le gagnant du Prix Picto de la Jeune Photographie de Mode 2016 remporte la réalisation, en rendez-vous avec un tireur, d’une exposition (10 à 12 images) (valeur : 2 000 € HT). Il se verra offrir une journée de prise de vue en studio par Studio Daguerre et gagnera l’affichage de ses images dans des Abribus par JCDecaux.
Le deuxième prix est récompensé par un travail de retouche en rendez-vous sur une série d’images de son choix (valeur : 1500,00 € HT).
Le troisième prix remporte un bon d’achat d’une valeur de 1 000 € HT à valoir sur les prestations du laboratoire Picto.
Les trois lauréats sont invités à céder une œuvre pour la collection de Picto Foundation parmi les photographies présentées lors de leur candidature.

## Liste de lauréats
1998
- Louis Decamps (lauréat)
- Marcus Mâm et Valérie Mathilde (mentions spéciales)

1999
- André Wollf (lauréat)

2000
- Dmon Prunner (lauréat)
- Daniele Tedeschi (mention spéciale)

2001
- Christian Lesemann (lauréat)

2002
- Sofia Sanchez & Mauro Mongiello (lauréats)
- Camille Vivier (mention spéciale)

2003
- Marjolijn de Groot (lauréate)
- Hermanna Prinsen (mention spéciale)

2004
- Stéphanie Erard (lauréate)

2005
- Vincent Gapaillard (lauréat)

2006
- Elene Usdin (lauréate)
- Henrike Stahl (mention spéciale)

2007
- Jaïr Sfez (lauréat)
- Kourtney Roy (mention spéciale)

2008
- Suzie Q et Léo Siboni (lauréats)

2009
- Eva Sakellarides (lauréate)
- Romain Sellier (mention spéciale)

2010
- Isabelle Chapuis (lauréate)

2011
- Diane Sagnier (lauréate)

2012
- Oliver Fritze (lauréat)
- Alexandra Taupiac (mention spéciale)

2013
- Alice Pavesi Fiori (mention spéciale)
- Tingting Wang (lauréate)

2014
- Charlotte Abramow (1er prix)
  - Solène Ballesta (2e prix)
    - Victoire Le Tarnec (3e prix)

2015
- Laura Bonnefous (1er prix)
  - Juliette Jourdain (2e prix)
    - Jean-Philippe Lebée (3e prix)

2016
- Laurent Henrion (1er prix)
  - Julie Poncet (2e prix)
    - Sasha Marro (3e prix)

2017
- Pascale Arnaud (1er prix)
  - Elsa & Johanna (2e prix)
    - William Waterworth (3e prix)

2020
- Chiron Duong (1er prix)

- Lucie Khahoutian (2e prix)
  - Gabriel Dia (3e prix)

2021
- Natalia Evelyn Bencicova (1er prix)
  - Laurent Poleo-Garnier (2e prix)
    - Olivia Malena Vidal (3e prix)

Autres nommés: Ella Bats, Louise Binet, Gaëlle Dechery, Chloé Dutreix, Manu Fauque, Lucrèce Hamon, Poline Harbali, Margaux Hug, Alexandra Von Fuerst, Daphné Launay, Barnabé Moinard, Peyman Naderi, Alexandre Onimus, Emma Prin, Marta Romashina, Patrick Sambiasi, Camille Suils Porte, Cédrine Scheidig, Chloé Tocabens, Radhitya Wisnu Satriawan, Fang Yan, Rui Zhang.

## Membres du jury
Le jury 2016 était constitué de :
- Valérie Belin (photographe), présidente du jury
- Michael Baumgarten (photographe)
- Audrey Vilain-Hammiche (agent, "C'est la vie")
- Perrine Scherrer (photo editor, Christian Dior)
- Maryse Bataillard (chef du service communication corporate et mécénat, BMW Art & Culture)
- Guillaume Piens (directeur, Art Paris Art Fair)
- Julien Guerrier (directeur, éditions Louis Vuitton)
- Damien Melich (directeur de la création et des contenus de JCDecaux)
- Yann Garret (rédacteur en chef, Réponses Photo)
- Delphine Perroy (rédactrice en chef Mode, Madame Figaro)
- Lionel Charrier (directeur photo Libération)
- Véronique Vasseur (directrice relations presse, Issey Miyake Mode)
- Amaury Da Cunha (journaliste, Le Monde et Photographe)

Le jury 2021 était constitué de :
- Paolo Roversi
- Jean Paul Gauthier [3]